# 澧州城墙
澧州城墙,位于中国湖南省澧县（古为澧州）。澧州城墙现存南面城墙，长约2000米。2006年，澧州城墙列为湖南省文物保护单位；2013年，列入第七批全国重点文物保护单位。

## 历史
1372年（明洪武五年），澧州府治由新城（新洲）迁现址，肖杰以夯土筑城。明永乐二年（1404年），土墙外包城砖。

## 形制
澧州城墙全长4.5公里，共设有6门，分别为东门、小南门、大南门、西门、金牛门、北门。另外，小南门与东门之间城墙上有澧浦楼，又称遇仙楼、八方楼。